# أنغري بيردز (مسلسل)
أنغري بيردز مسلسل كرتون تلفزيوني فنلندي، وهو تابع للعبة الفيديو أنغري بيردز.

## المزيد من المعلومات
الحياة ليست سهلة للطيور في الجزيرة، لأنها يجب أن تتكاتف لحماية صغارها ومستقبلها من الحيل المراوغة لأعدائها. شاهدوا المغامرات الممتعة والعالم الشيق لسلسلة الرسوم المتحركة أنغري بيردز.

## الشخصيات

عالم أنغري بيردز

### الطيور
- ريد، الطائر الأحمر : كاردينال حريص على البيض، ويعتبر كقائد المجموعة.
- البلو، الطيور الزرقاء: خطافيف ثلاث مشاغبة، يحبون اللعب واللهو.
- تشاك، الطائر الأصفر: كناري مغرور، يتمنى الشهرة، وهو أسرع الطيور.
- بومب، الطائر الأسود: تنجر أسود اللون، حريص على البيض، وعند الغضب ينفجر كقنبلة.
- ماتيلدا، الطائر البيضاء: دجاجة بيضاء، تحب البيض وهي حريسة عليها، وتحب سقي الأزهار.
- ستيلا، الطائرة الزهرية: كوكاتو زهري، تحب اللعب بالفقاعات.
- بابلز، الطائر البرتقالي: عصفور أبو حناء، يحب السكاكير كثيرا، ويستطيع أن يصبح عملاقا، وكل هذا بنفس عميق.
- تيرانس، الطائر الضخم: كاردينال ضخم، وحيد ومنعزل.

### الخنازير
- الملك الخنزير : ملك الخنازير، وهو الذي يتسبب في سرقة البيض، وهو مجنون بعض الشيء.
- الخنزير ذو الشوارب : يعتبر كرفيق الملك الأيمن، ولديه شوارب برتقالية.
- الخنزير الطاهي : الطاهي الملكي، يعد الطعام إلا للملك، وهو يريد الاستلاء على العرش.
- الخنزير ذو الخوذة : قائد الفريق الذي يسرق البيض، ولديه خوذة تغطي رأسه بأكمله.
- البروفيسور خنزير : أذكى خنزير في المملكة، وهو الذي يخطط خطط لسرقة البيض.
- الخنازير الصغار : هم سكان المملكة، وهم الذين يسرقون البيض.

## الحلقات

### وصلات داخلية
- أنغري بيردز

### وصلات خارجية
- أنغري بيردز على موقع IMDb (الإنجليزية)
- أنغري بيردز على موقع روتن توميتوز (الإنجليزية)
- أنغري بيردز على موقع نتفليكس (الإنجليزية)
- أنغري بيردز على موقع كينوبويسك (الروسية)
- أنغري بيردز على موقع ألو سيني (الفرنسية)
- أنغري بيردز على موقع قاعدة بيانات الفيلم (الإنجليزية)
- الموقع الرسمي
- الموقع الرسمي على تلفزيون ج